# Troglodyte grivelé
Campylorhynchus turdinus
Espèce
Statut de conservation UICN

 LC  : Préoccupation mineure
Le Troglodyte grivelé (Campylorhynchus turdinus) est une espèce d'oiseaux de la famille des Troglodytidae.
Son aire s'étend principalement à travers l'Amazonie et la forêt atlantique.